# Talino Manu
Mohammet Emmanuel Yalim, connu sous le nom de scène Talino Manu, est un artiste tchadien né le 22 juillet 1966 à Sarh, dans la préfecture du Moyen Chari et décédé le 3 septembre 2009 entre Bongor-Kélo. Il est une figure emblématique de la musique tchadienne, reconnu pour son talent de guitariste, auteur-compositeur et interprète.

## Biographie

### Jeunesse et débuts
Talino Manu est né dans une famille passionnée de musique. Son père jouait de l'accordéon et de la guitare, et son grand frère était passionné par les instruments de musique moderne. Dès son jeune âge, il montra un intérêt pour la musique. En 1974, il débuta dans le groupe Les amis de Bouta et en 1975, il rejoignit Succès Mélodie.
En 1978, il co-fonde le groupe Sig Saï avec les frères Kalami Toumssa, mais le groupe est rapidement dissout en raison de la guerre civile de 1979,.

### Carrière
Après les événements de 1979, Talino Manu s'installa à Moïssala, où il forma le groupe Tout bouge avec les frères Issa et Mamadou NGABA. Son talent attira l'attention de l'orchestre Chari Jazz, où il devint guitariste solo et chef d'orchestre. Cependant, des divergences artistiques le poussèrent à quitter Chari Jazz pour rejoindre le groupe Africa(African) Mélodie.
En 1989, Talino Manu entama une carrière en Afrique de l'Ouest, débutant à Abidjan, Côte d'Ivoire, avant de se rendre à Lomé, Togo. À Lomé, il rencontra l'homme d'affaires PEDRO Lazare, qui produisit une cassette incluant les titres Renaissance et 5 kilos,.

### Retour au Tchad et succès
De retour au Tchad en 1991, Talino Manu crée son propre groupe, Safi Musi. En mars 2000, il enregistre et publie son premier album, Persévérer, en France, avec le soutien du producteur Timothée Béguéplat. En 2002, il sort son dernier album Il faut oser, produit par Francis Adoum Paco.

### Décès et héritage
Talino Manu décéda tragiquement le 3 septembre 2009 dans un accident de la route sur l'axe Kélo-Bongor. Il laissa derrière lui sept enfants. Il devait se rendre à Paris le 28 septembre 2009 pour sortir son 3e album.
À titre posthume, Talino Manu fut nommé Chevalier de l'Ordre National du Tchad par décret le 5 septembre 2009 pour ses contributions à la culture tchadienne. En 2011, un espace culturel portant son nom fut inauguré à Ndjamena,,.
Ses morceaux telles que Paix au Tchad, Zephira, et Persévérer continuent de résonner dans les cœurs des Tchadiens, marquant l'empreinte indélébile de l'artiste dans l'histoire musicale du pays.

## Discographie

### Perseverez
- Mama Calité
- Kadi-Laure
- Madji (Madjitongar)
- Lola
- Sophie
- Perséverez
- Bar 5 kilo
- Mamou

### Il faut oser
- Déné Mosso
- Il faut oser
- Gala
- Moissala
- Djélila
- Le Jugement dernier
- Raïssa
- Zen Ma Yanfa
- Zéphira
- Inconnu
- Almoussama

## Distinctions
Chevalier de l'ordre national du Tchad (2009)